# بركان هائل (فلم)
بركان هائل (بالإنجليزية: Supervolcano) هو فيلم خيال علمي خيال وثائقي كوارث تلفزيوني عرض لأول مرة في 13 مارس 2005 على قناة بي بي سي وان وصدر من البي بي سي في 10 أبريل 2005 في قناة ديسكفري، يركز على تكهنات واحتمالية إندلاع الكالديرا البركانية في حديقة يلوستون الوطنية، والذي يعرفه العلماء على أنه أكبر بركان مدمر على سطح الأرض.

## طاقم التمثيل
- مايكل ريلي - ريك ليبرمان
- جاري لويس - جوكي جالفين
- شون جونستون - مات
- أدريان هولمز - داف
- جينيفر كوبينج - نانسي
- ريبيكا جنكينز - ويندي ريس
- توم ماكبيث - مايكل إلدريدج
- روبرت ويسدن - كينيث وايلي
- سوزان دوردين - فيونا ليبرمان
- إمى أنيكي - جونسون
- جين ماكلين - ماجي شين
- جاروين سانفورد - بوب مان
- سام تشارلز - وليام ليبرمان
- كيفين ماكنولتي - جو فوستر
- شيلاج ميتشيل - والدة فيونا
- جاي هرنانديز - طيار USAF
- ليزلي رياس - راتشيل
- جوانا جوزلينج - نفسها
- كريس لوو - نفسه
- آنا جونز - نفسها

## وصلات خارجية
- الموقع الرسمي
 by the بي بي سي
- Website by the Discovery Channel
- بركان هائل على موقع IMDb (الإنجليزية)
- بركان هائل على موقع روتن توميتوز (الإنجليزية)
- بركان هائل على موقع نتفليكس (الإنجليزية)
- بركان هائل على موقع قاعدة بيانات الأفلام العربية
- بركان هائل على موقع ألو سيني (الفرنسية)
- بركان هائل على موقع Turner Classic Movies (الإنجليزية)
- بركان هائل على موقع أول موفي (الإنجليزية)
- بركان هائل على موقع فيلمافينيتي (الإسبانية)
- بركان هائل على موقع قاعدة بيانات الأفلام السويدية (السويدية)
- بركان هائل على موقع قاعدة بيانات الفيلم (الإنجليزية)